# Grace Njue
Grace Njue (ur. 10 kwietnia 1979 w Embu) – kenijska lekkoatletka specjalizująca się w chodzie sportowym.
W 2002 roku zdobyła brązowy medal podczas mistrzostw Afryki. W tym samym sezonie była czwarta na światowych igrzyskach wojska. Mistrzyni Czarnego Lądu z 2004, 2008, 2010, 2012, 2014 i 2016 roku. Wywalczyła brąz na igrzyskach Wspólnoty Narodów w 2010.
Rekord życiowy w chodzie na 20 kilometrów: 1:30:40 (6 czerwca 2018, Nairobi) – rezultat ten jest rekordem Afryki.

## Osiągnięcia
| Rok  | Impreza                    | Miejsce        | Konkurencja    | Lokata      | Wynik    |
| ---- | -------------------------- | -------------- | -------------- | ----------- | -------- |
| 2002 | Mistrzostwa Afryki         | Tunis          | chód na 10 km  | 3. miejsce  | 51:35    |
| 2002 | Światowe igrzyska wojska   | Tivoli         | chód na 5000 m | 4. miejsce  | 23:18,61 |
| 2004 | Mistrzostwa Afryki         | Brazzaville    | chód na 20 km  | 1. miejsce  | 1:42:45  |
| 2008 | Mistrzostwa Afryki         | Addis Abeba    | chód na 20 km  | 1. miejsce  | 1:39:50  |
| 2010 | Mistrzostwa Afryki         | Nairobi        | chód na 20 km  | 1. miejsce  | 1:34:19  |
| 2010 | Igrzyska Wspólnoty Narodów | Nowe Delhi     | chód na 20 km  | 3. miejsce  | 1:37:49  |
| 2012 | Mistrzostwa Afryki         | Porto-Novo     | chód na 20 km  | 1. miejsce  | 1:40:53  |
| 2014 | Mistrzostwa Afryki         | Marrakesz      | chód na 20 km  | 1. miejsce  | 1:37:04  |
| 2015 | Igrzyska afrykańskie       | Brazzaville    | chód na 20 km  | 1. miejsce  | 1:38:28  |
| 2016 | Mistrzostwa Afryki         | Durban         | chód na 20 km  | 1. miejsce  | 1:30:43  |
| 2016 | Igrzyska olimpijskie       | Rio de Janeiro | chód na 20 km  | 42. miejsce | 1:37:49  |
| 2017 | Mistrzostwa świata         | Londyn         | chód na 20 km  | 37. miejsce | 1:35:22  |
| 2018 | Mistrzostwa Afryki         | Asaba          | chód na 20 km  | 2. miejsce  | 1:35:54  |
| 2018 | Igrzyska Wspólnoty Narodów | Gold Coast     | chód na 20 km  | 8. miejsce  | 1:42:23  |
| 2019 | Igrzyska afrykańskie       | Rabat          | chód na 20 km  | 2. miejsce  | 1:34:57  |
| 2019 | Mistrzostwa świata         | Doha           | chód na 20 km  | 26. miejsce | 1:39:58  |